# Crônicas de Froissart

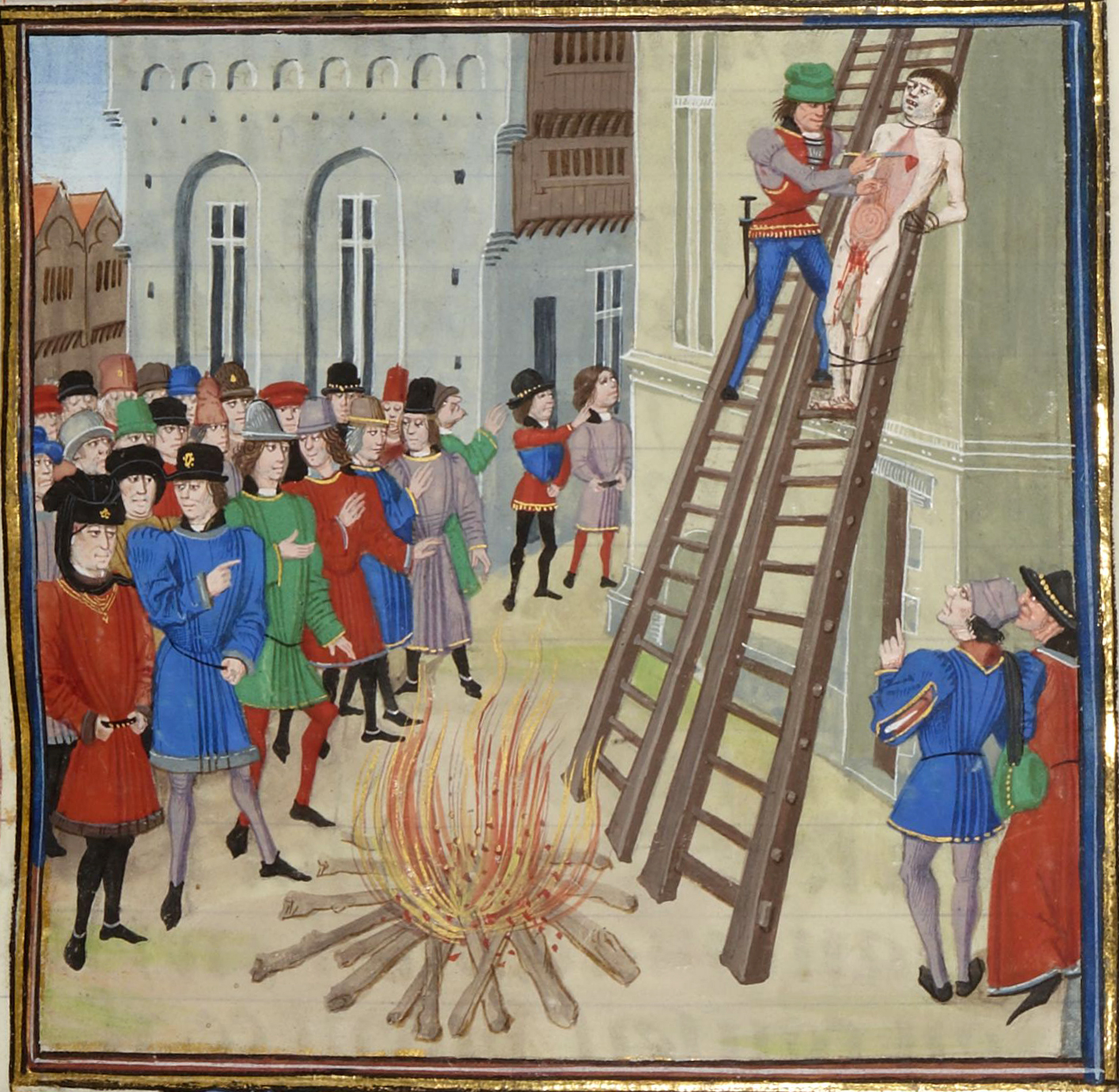
A execução de Hugo Despenser, o Jovem, uma miniatura de um dos manuscritos mais conhecidos das Crônicas

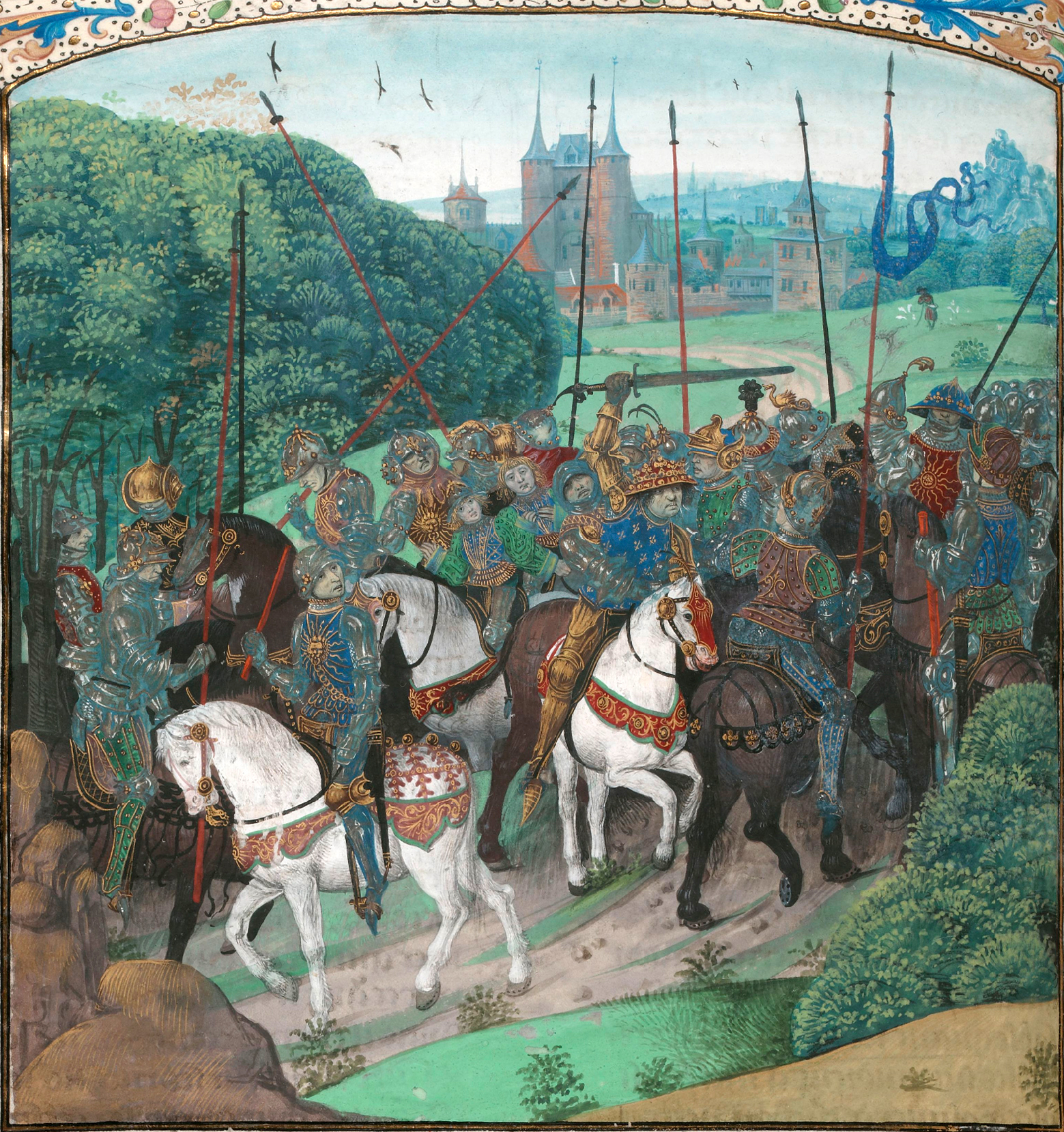
Carlos VI de França ataca seus companheiros em um ataque de insanidade.

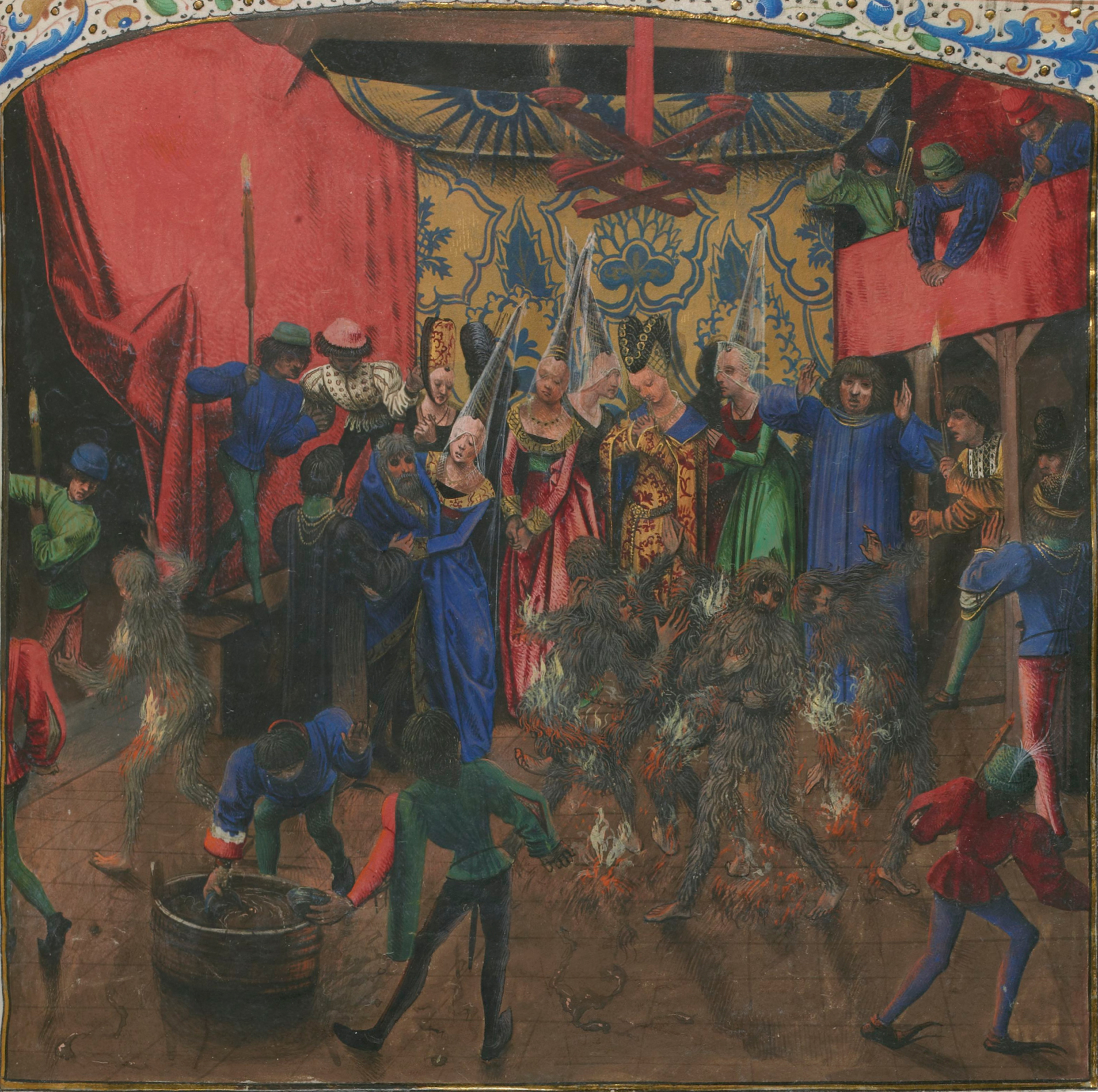
O Baile dos Ardentes no Gruuthuse MS: Carlos VI amontoando sob a saia da duquesa de Berry no meia da esquerda, e dançarinos no centro queimando.

As Crónicas (português europeu) ou Crônicas (português brasileiro) de Froissart (ou Chroniques) são crônicas em prosa da Guerra dos Cem Anos. As Crônicas abrem com os acontecimentos que levaram à deposição de Eduardo II em 1327, e abrangem o período até 1400, contando os acontecimentos na Europa Ocidental, principalmente na Inglaterra, França, Escócia, nos Países Baixos e na Península Ibérica, embora às vezes também menciona outros países e regiões, como a Itália, Alemanha, Irlanda, os Balcãs, Chipre, Turquia e África do Norte. Durante séculos, as Crônicas têm sido reconhecidas como a principal expressão da cultura de cavalaria da Inglaterra e França no século XIV. O trabalho de Jean Froissart é percebido como sendo de vital importância para o entendimento dos acontecimentos do século XIV na Europa, particularmente na Guerra dos Cem Anos. No entanto, os historiadores modernos reconhecem também que as Crônicas tem muitas deficiências como uma fonte histórica: elas contêm datas erradas, tem geografia extraviada, dá estimativas imprecisas de tamanhos de exércitos e vítimas da guerra, e é potencialmente tendenciosa em favor dos patronos do autor.
Froissart às vezes é repetitivo ou abrange temas aparentemente insignificantes. No entanto, suas descrições de batalha são animadas e envolventes. Para os períodos anteriores o cronista baseou seu trabalho em outras crônicas já existentes, mas suas próprias experiências, combinadas com as de testemunhas entrevistadas, forneceram grande parte dos detalhes dos livros posteriores. Embora o autor pode nunca ter estado em uma batalha, ele visitou Sluis em 1386 para ver os preparativos para uma invasão da Inglaterra. Ele estava presente em outros eventos significativos, tais como o batismo de Ricardo II em Bordéus em 1367, a coroação do rei Carlos V de França em Reims em 1380, o casamento do duque João de Berry e Joana de Bolonha em Riom e a entrada triunfal da rainha francesa Isabel da Baviera, em Paris, ambos em 1389.
Sir Walter Scott observou uma vez que Froissart tinha uma "maravilhosa pequena simpatia" para os "vilões brutos". É verdade que muitas vezes o autor omite falar sobre as pessoas comuns da época, mas que é em grande parte a consequência de seu objetivo declarado de escrever não uma crônica geral, mas uma história das façanhas de cavalaria que tiveram lugar durante as guerras entre a França e Inglaterra. No entanto, Froissart não era indiferente aos efeitos das guerras sobre o resto da sociedade. Seu Livro II centra-se extensivamente em revoltas populares em diferentes partes da Europa Ocidental (França, Inglaterra e Flandres) e nesta parte das Crônicas muitas vezes o autor demonstra boa compreensão dos fatores que influenciam as economias locais e seus efeitos sobre a sociedade em geral; ele também parece ter muita simpatia em especial à situação dos estratos mais pobres das populações urbanas de Flandres.
As Crônicas são uma obra muito extensa: com os seus quase 1,5 milhões de palavras, está entre as obras mais longas escritos em prosa francesa no final da Idade Média. Poucas edições modernas completas foram publicadas, mas o texto foi impresso a partir do final do século XV em diante. Enguerrand de Monstrelet continuou as Crônicas em 1440, enquanto Jean de Wavrin incorporou grande parte dela em seu próprio trabalho. Nos séculos XV e XVI, as Crônicas foram traduzidas para o neerlandês, inglês, latim, espanhol, italiano e dinamarquês. O texto de Froissart é preservado em mais de 150 manuscritos, muitos dos quais são ilustrados, alguns extensivamente.

## Antecedentes

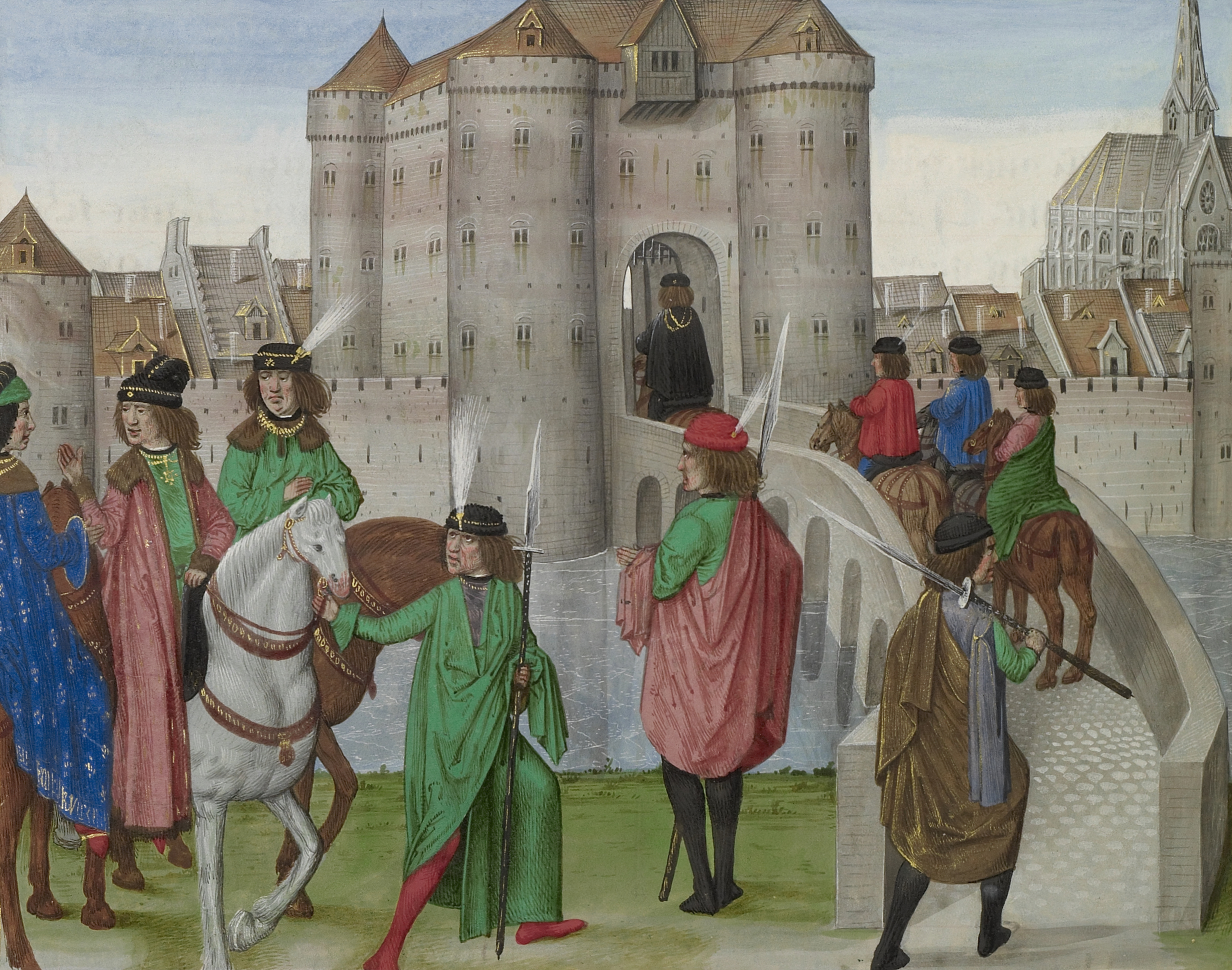
Os Duques de Berry e Borgonha deixando Paris para se reunir com o duque de Bretanha, em miniatura de 1480-1483.

Jean Froissart veio de Valenciennes, no Condado de Hainaut, situada no extremo ocidental do Sacro Império Romano, na fronteira com o que hoje representa a atual França. Ele parece ter vindo do que hoje seria uma classe média, mas passou grande parte de sua vida adulta nas cortes, e assumiu a visão de mundo da aristocracia feudal medieval tardia, que inicialmente representava o seu número de leitores. Ele parece ter ganhado a vida como escritor, e era um poeta francês notável na sua época. Pelo menos até o final de sua vida ele havia tomado ordens sagradas, e recebeu um benefício rentável.
Primeiro ele escreveu uma crônica de rima para a rainha inglesa Filipa de Hainault, que ofereceu a ela em 1361 ou 1362. O texto desta primeira obra histórica, que o próprio autor menciona no prólogo de suas Crônicas, é geralmente considerado como tendo sido completamente perdido, mas alguns estudiosos têm argumentado que um manuscrito do século XIV, que contém uma crônica de rima, de fragmentos que hoje são mantidos em bibliotecas em Paris e Berlim, pode ser identificado como esta chamada de 'crônica perdida'.

## Sinopse

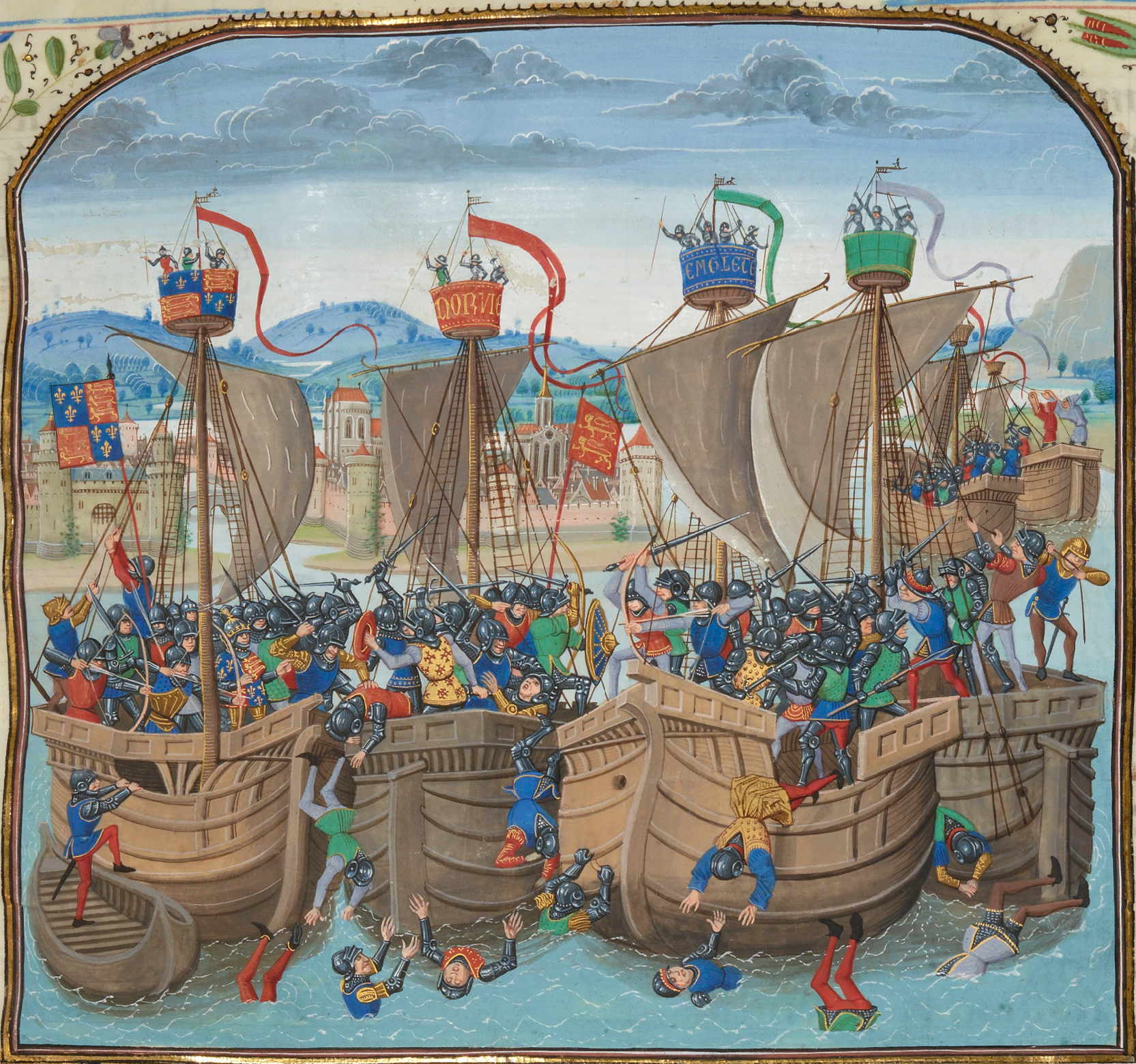
A batalha de Sluys, 1340, no Gruuthuse MS

Alguns dos eventos importantes registrados nas Crônicas de Froissart:
Livro I 1322–1377

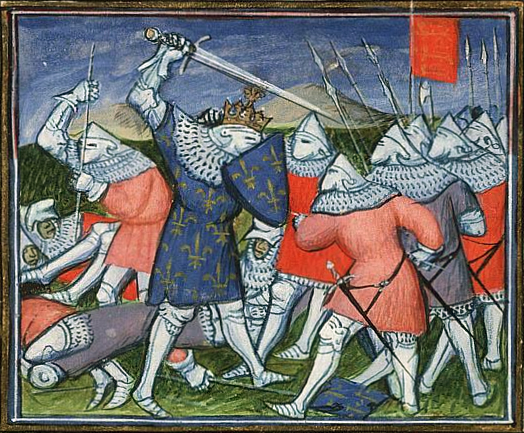
A batalha de Poitiers, em 1356, em um manuscrito de cerca de 1410, que mistura cenas com estampados e fundos [como aqui] naturalistas.

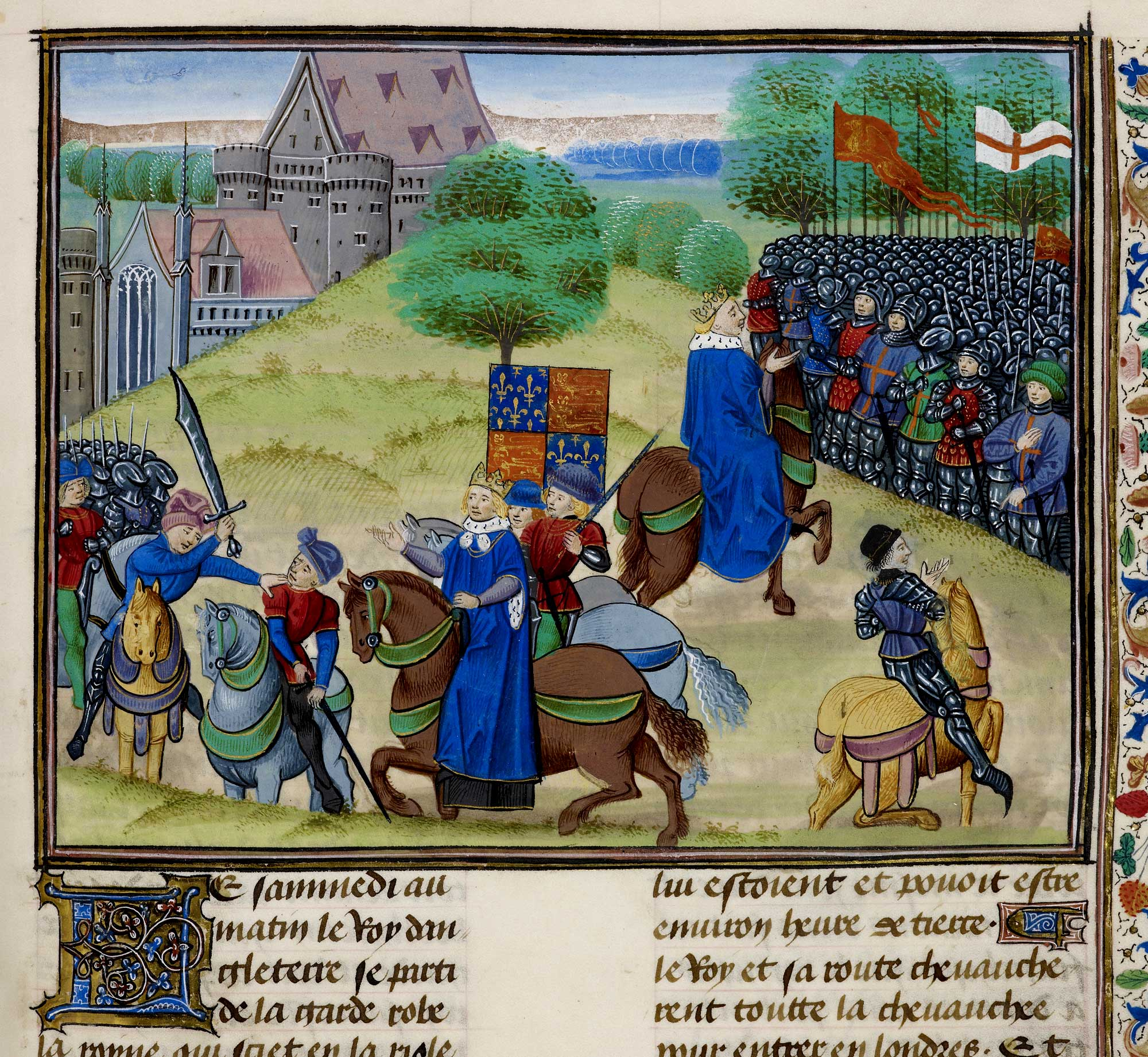
O assassinato de Wat Tyler na Revolta dos Camponeses.

- A deposição de Eduardo II e a adesão de Eduardo III (1327)
- Execução de Hugo Despenser, o Jovem (1326)
- A campanha de Eduardo III na Escócia (1327)
- O casamento de Eduardo III com Filipa de Hainault (1328)
- Busca de Eduardo III de aliados nos Países Baixos contra Filipe VI de Valois
- A campanha Thiérache (1339)
- O cerco de Tournai (1340)
- Batalha de Sluys (1340)
- A guerra de sucessão bretã
- A campanha do conde de Derby na Gasconha (1344-1345)
- Batalha de Crécy (1346)
- O cerco de Calais (1346)
- Batalha de Neville's Cross (1346)
- Batalha de Les Espagnols sur Mer (1350), uma batalha de mar fora de Winchelsea
- Batalha de Poitiers (1356)
- Étienne Marcel lidera uma revolta comerciante em Paris (1358)
- A Jacquerie (1358)
- As Companhias Livres
- Campanhas do Príncipe Negro no sul da França
- Campanha de Eduardo III em Reims (1359-1360)
- A Paz de Brétigny (1360)
- A morte do rei João II de França (1364)
- A batalha de Cocherel (1364)
- A batalha de Auray (1364); o fim da guerra de sucessão bretã
- A Guerra Civil Castelhana (1366-1369): campanhas do Príncipe Negro na Península Ibérica; a batalha de Nájera (1367); a batalha de Montiel (1369)
- O saque de Limoges (1370)
- As mortes do Príncipe Negro e Eduardo III (1377); adesão de Ricardo II

Livro II 1376–1385
- O Grande Cisma
- Revolta dos Camponeses
- Batalha de Roosebeke
- Revolta dos Camponeses na Inglaterra
- O casamento de Carlos VI e Isabel da Baviera

Livro III 1386-1388
- Os preparativos para uma invasão francesa abortada na Inglaterra
- O julgamento final por combate ordenado pela corte francesa entre Jean de Carrouges e Jacques Le Gris
- Ricardo II em conflito com seus tios
- Batalha de Otterburn

Livro IV 1389–1400
- O Baile dos Ardentes, um festival em homenagem a Isabel da Baviera
- Um torneio em Smithfield realizado por Ricardo II
- A morte de Gastão III de Foix-Béarn
- A loucura de Carlos VI
- Ricardo II deposto e a ascensão de Henrique IV
- Batalha de Nicópolis e o massacre dos prisioneiros

## Composição e fontes
Froissart começou a escrever o Livro I da crônica em prosa sobrevivente algum tempo depois de 1370, mas talvez tão tarde quanto 1379 ou 1380, eventualmente a pedido de Roberto de Namur, a quem a versão mais antiga foi dedicado. No prólogo desta versão do texto em prosa, Froissart justificou seu novo empreendimento pelo seu desejo de melhorar as suas primeiras tentativas de escrever um relato histórico dos primeiros anos da Guerra dos Cem Anos. Em particular, ele denunciou sua crônica em rima anterior, cuja precisão, ele admitiu, nem sempre era tão boa quanto essas questões tão importantes já que a guerra e cavaleiros exigem destreza. A fim de melhorar a qualidade e a precisão histórica de sua obra, o autor declarou sua intenção de seguir agora como sua principal fonte Vrayes Chroniques de Jean Le Bel, que havia expressado críticas ferozes em verso como um veículo adequado para a verdadeira história escrita. Froissart também usou outros textos, como a Vida do Príncipe Negro de Chandos Herald, em particular à campanha do Príncipe Negro Eduardo na Espanha em 1366 ou 1367. Ele, além disso, inseriu alguns documentos oficiais em seu texto, incluindo o ato de homenagem do rei Eduardo III ao rei francês Filipe VI (1331) e a versão em inglês do Tratado de Paz de Calais (1360).

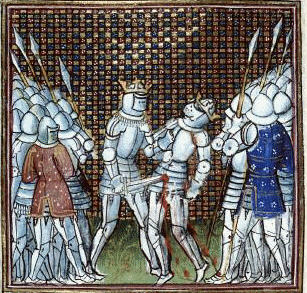
Henrique II mata seu predecessor como rei de Castela e Leão, Pedro, o Cruel, em uma ilustração tirada originalmente de Besançon, BM, MS 864 (ca. 1410-1420).

Le Bel tinha escrito sua crônica para Jean, senhor de Beaumont, tio de Filipa de Hainault, que tinha sido uma defensora da rainha Isabel Capeto e a rebelião que levou à deposição de Eduardo II em 1326. Ele também tinha participado de várias das primeiras batalhas da Guerra dos Cem Anos, primeiro do lado inglês, em seguida, do lado francês. Seu neto, Guy II, Conde de Blois, mais tarde se tornou o principal mecenas das Crônicas de Froissart. O próprio Jean Le Bel, ao longo de sua obra expressou grande admiração por Eduardo III, em cuja expedição contra os escoceses em 1327 ele tinha lutado. Por todas estas razões Froissart deve ter valorizado muito a crônica de Le Bel como uma fonte de informação confiável sobre os eventos que levaram à eclosão da guerra entre a França e a Inglaterra e sobre as fases iniciais da Guerra dos Cem Anos. A comparação com seu Livro I com a obra de Le Bel mostra que para as primeiras partes das Crônicas (até cerca de 1360) Froissart muitas vezes copiou diretamente e desenvolveu partes muito grandes do texto de seu antecessor.
Froissart parece ter escrito novos rascunhos do Livro I, que abrange o período até 1378 ou 1379, em diferentes pontos no tempo. Várias dessas versões variantes são hoje conhecidas por estudiosos pelos manuscritos originais que tenham transmitido seus textos, como o 'Amiens', 'Valenciennes', e as versões 'Rome' do Livro I, assim chamados após manuscritos guardados nas bibliotecas municipais de Amiens e Valenciennes e na Biblioteca do Vaticano. A versão do Livro I chamada de "Rome", dos quais apenas menos de metade sobreviveu (que abrange o período até cerca de 1350), é sem dúvida a versão mais nova: foi escrito no final da vida de Froissart, com a maior brevidade no final de 1404. Foi precedido pela versão 'C' do Livro I, escrito em algum momento após 1395, o qual foi considerado por muito tempo perdido; a versão do 'C' na verdade sobrevive em um único manuscrito hoje na Biblioteca Newberry em Chicago.

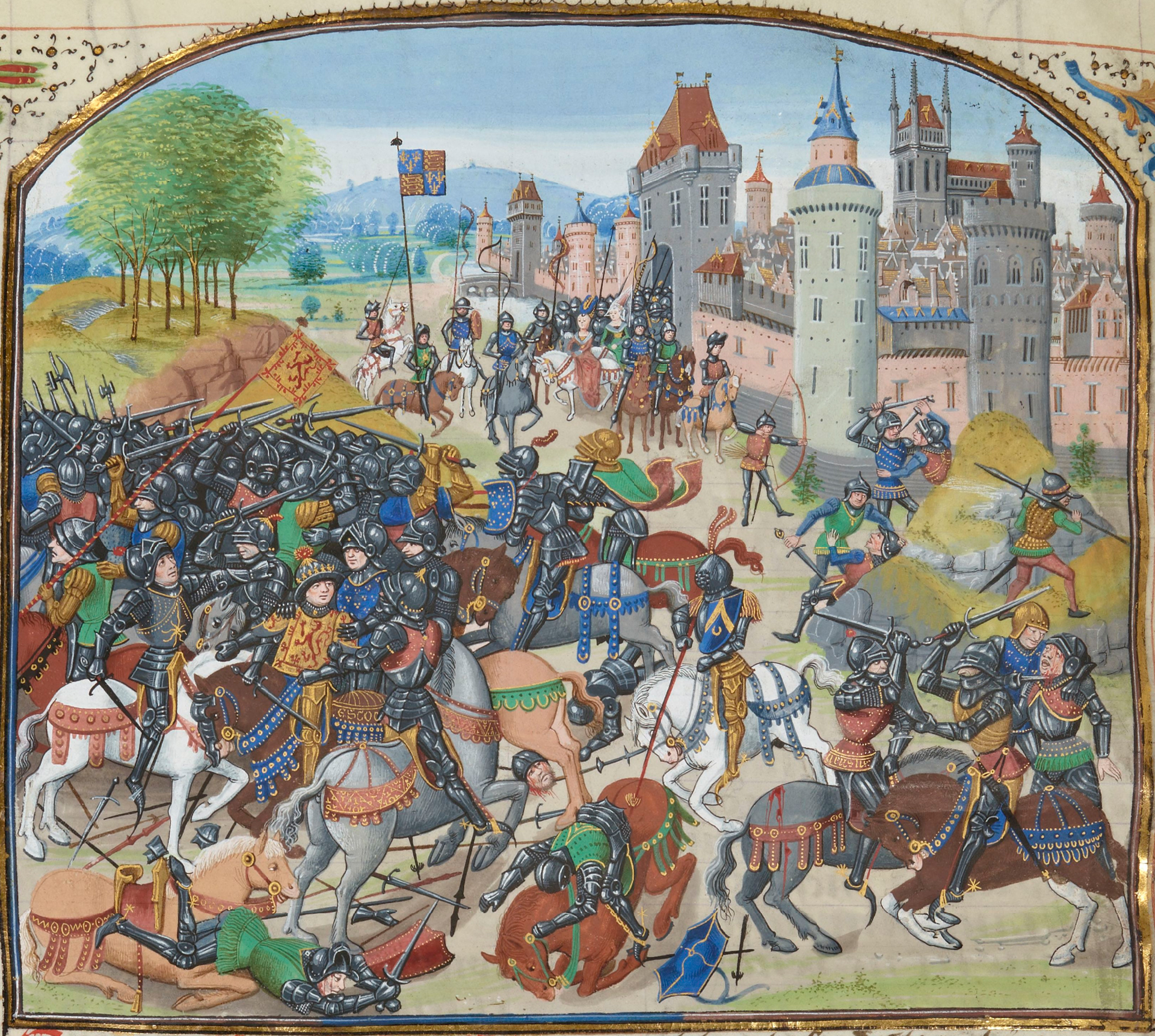
Batalha de Neville's Cross, 1346. Miniatura do manuscrito Gruuthuse

A ordem das outras versões tem sido amplamente discutido por estudiosos. Não existe ainda nenhum consenso que abrange todas as versões e suas relações, embora a maioria dos especialistas agora parecem pensar que as versões de 'Amiens' e 'Valenciennes' são anteriores à chamada redação 'B'. A redação 'B' é a versão do Livro I que foi editada por S. Luce para a Société d'Histoire de France e que representa o que é muitas vezes visto como a versão "padrão" do Livro I. O próprio Luce, no entanto, estava convencido de que a versão 'B' representava o estado concluído mais adiantado do Livro I e que, portanto, era anteriores ao o texto de 'Amiens'.
A primeira versão do segundo livro das Crônicas de Froissart, que na mente do autor nunca parece ter sido um livro separado, mas sim uma continuação que abrange o período de 1378 até 1385, foi, provavelmente, concluído no final dos anos 1380. Não parece ter sido baseado em outras crônicas preexistentes e é, portanto, inteiramente um trabalho próprio de Froissart. Livro II, no entanto, inclui um relato prolongado da revolta Flamenga contra o conde nos anos de 1379 até 1385, que Froissart já havia composto como um texto separado e que é conhecido como a Crônica de Flandres. O autor inseriu vários documentos oficiais em sua Crônica de Flandres, que também foram mantidos no Livro II das Crônicas, incluindo o texto do Tratado de Tournai (1385) da paz restabelecida entre as cidades flamengas e seu condado.
Tal como acontece com o Livro I, Froissart também parece ter reescrito os livros posteriores de suas Crônicas. Além da Crônica de Flandres, pelo menos, três versões autorais do Livro II sobreviveram. A maioria dos manuscritos do Livro II contém uma das duas versões anteriores, que têm um texto quase idêntico, exceto por um pequeno número de capítulos em que existem diferenças substanciais. Os manuscritos destas duas versões anteriores têm fornecido a base para todas as edições modernas.
Há também uma versão posterior do Livro II, que data posteriormente ao ano de 1395 e sobrevive apenas no manuscrito de Newberry. A versão de Newberry é substancialmente diferente das outras versões conhecidas e é, sem dúvida, o resultado de uma extensa reformulação autoral do texto, que incluiu a adição de material importante que não aparece nas outras versões. O texto da Biblioteca Newberry ainda não foi totalmente editado mas foi parcialmente transcrito para o Froissart Online.
A primeira versão do Livro III, que abrange os anos de 1385 até 1390, mas que também inclui extensa recordações de períodos anteriores, foi possivelmente concluído em 1390 ou 1391 e é a única encontrada em quase todos os manuscritos sobreviventes. Existe uma segunda versão em um único manuscrito (Paris, Bibliothèque nationale de France, MS fr. 2650). Esta segunda versão é provavelmente uma reformulação posterior do próprio Froissart: segue o padrão que pode ser visto nas diferentes versões autorais do Livro II, com diversos capítulos permanecendo o mesmo e alguns capítulos tendo sido extensivamente reescritos.
Livro IV, cujo texto vai até o ano de 1400, continua incompleto e foi, provavelmente, junto como a versão de 'Rome' do Livro I, escrito depois de 1404. É provável que o final abrupto do Livro IV deve ser explicado pela morte de Froissart, o que pode ter ocorrido enquanto ele estava escrevendo esta parte das Crônicas. Livro IV foi transmitido em 21 manuscritos, todos representando uma única versão autoral. O texto mostra indícios de ter sido trabalhado por um 'editor de cópia', que não era o autor, mas alguém que parece ter preparado um texto, possivelmente autógrafo, para a reprodução. Ao contrário dos outros três livros das Crônicas, Livro IV parece ter permanecido desconhecido por um longo tempo, até que foi descoberto na segunda metade do século XV, quando as primeiras cópias manuscritas do texto foram feitas e o texto começou a circular nos círculos da corte dos duques de Borgonha.